# Pueblos
Pour les articles homonymes, voir Pueblo.

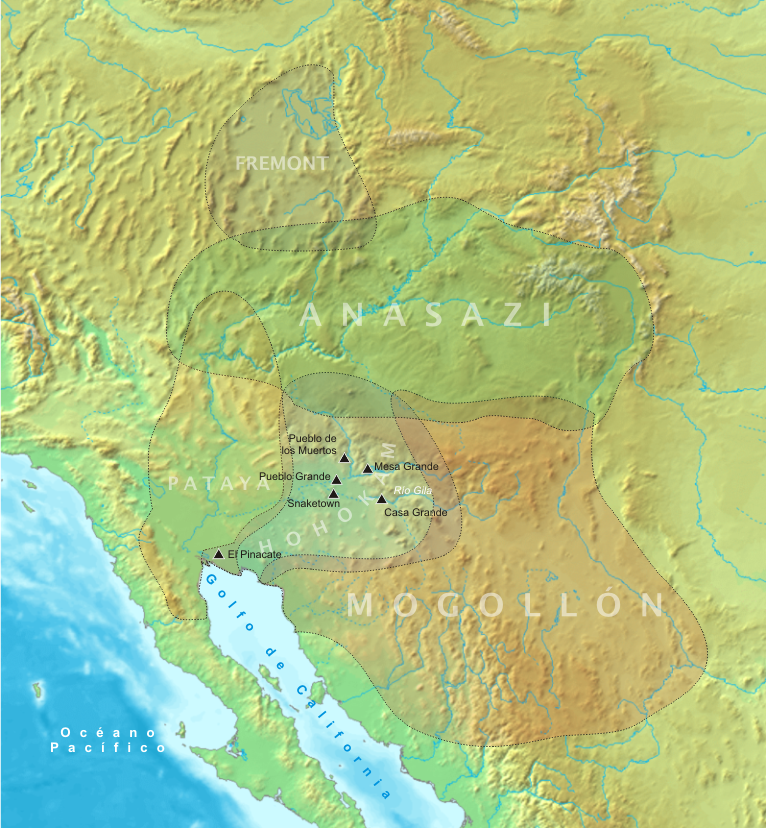
Aridamérique

Les Indiens Pueblos, de l'espagnol pueblo (village), sont des Amérindiens vivant dans des pueblos, qui sont des maisons juxtaposées en pierre (comme les Hopis) ou en adobe (comme dans la vallée du Rio Grande). Par extension, on utilise le terme pour désigner leurs habitants, bien que les pueblos ne forment pas un peuple unique. Au contraire, il s’agit de tribus distinctes parlant chacune leur langue et ayant chacune leurs spécificités culturelles. On les regroupe cependant sous le nom de Pueblos en raison de leur architecture commune.
Chaque pueblo a son propre gouvernement. Les centres religieux se trouvent dans des kivas. Traditionnellement, les Pueblos vivaient de l’agriculture et leurs poteries, tissages et bijoux sont réputés. Les deux tribus les plus importantes sont les Hopis et les Zuñis. Les Indiens Pueblos de l'époque précolombienne sont appelés Anasazis.

## Histoire

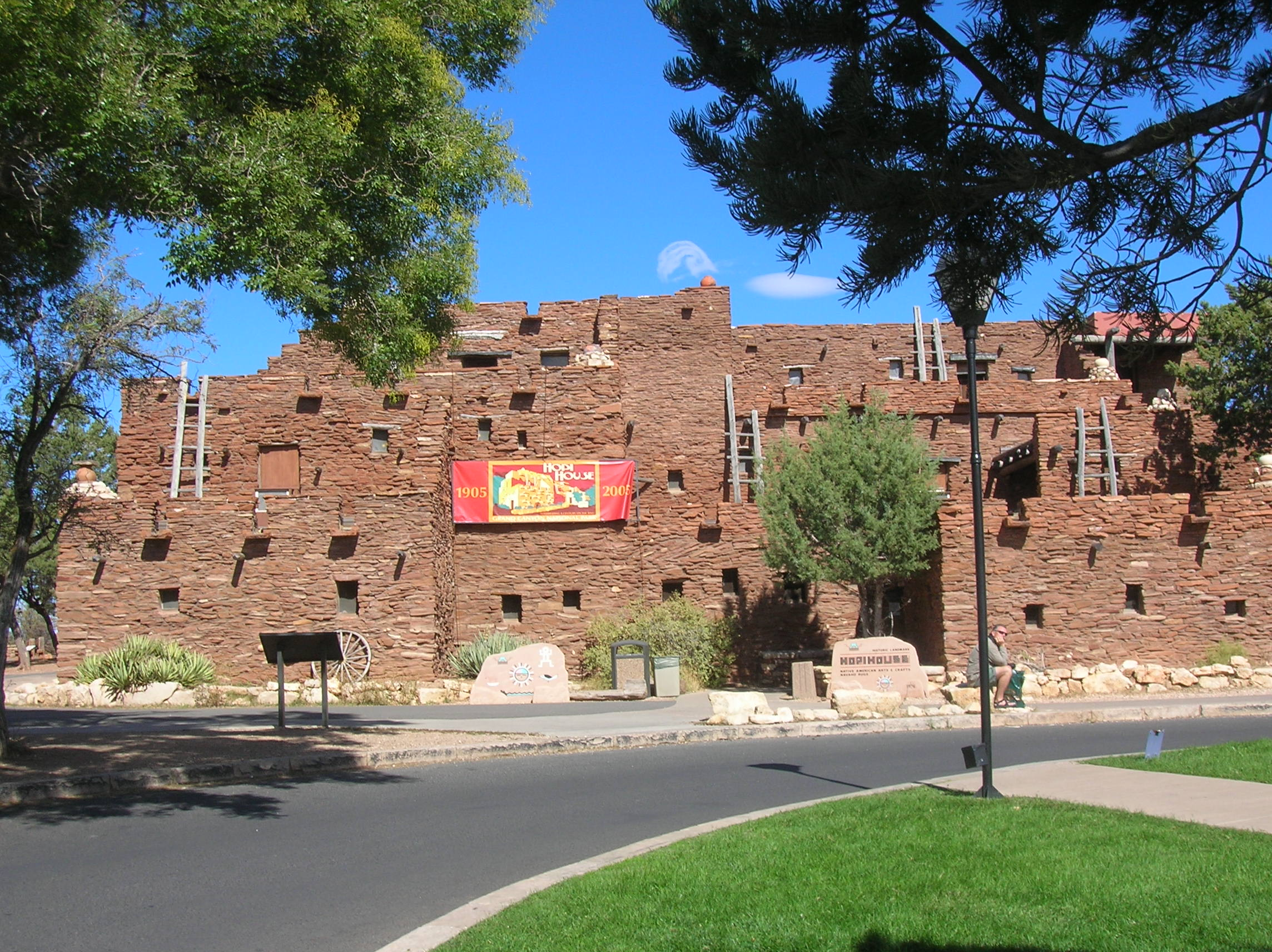
Pueblos.

Les conquistadores sous les ordres de Francisco Vásquez de Coronado arrivent au pueblo des Zuñis en 1540, croyant avoir trouvé une des sept cités d'or de Cibola. En 1598, l'année de la création d'une colonie permanente d'Espagnols dans ce qui est aujourd'hui le Nouveau-Mexique, le pueblo Acoma fut presque entièrement détruit par les troupes de Juan de Oñate en réponse à la mort de treize de ses soldats. En signe de paix on y construisit une mission catholique en 1629. Toutefois des tensions persistèrent et menèrent à la révolte des Pueblos en 1680 : ils organisèrent une attaque commune, surmontant la difficulté qu'étaient leurs nombreuses langues et dialectes. Les causes de la révolte sont l'exploitation de la main d'œuvre indienne, l'obligation de payer un impôt aux Espagnols et la christianisation forcée. Jusqu'en 1698, il n'y eut plus un seul Espagnol dans la région.
Après la guerre américano-mexicaine (1846-1848), le Nouveau-Mexique et l'Arizona devinrent, en 1848, territoires des États-Unis, avec le statut d'états en 1912.

## Société
Les sociétés des indiens Pueblos, à part les Tewas, sont matrilinéaires. Certaines tribus sont exogames, d'autres endogames. La communauté est organisée en clans, qui portent des noms de plantes, d'animaux ou de phénomènes naturels. Bien que les bâtiments soient construits par les hommes, ils sont la propriété des femmes. Quand un jeune homme se marie, il rejoint la famille de sa femme. Chez les Tewas, le jeune couple rejoignait soit le clan de l'homme ou de la femme, en tenant compte de la situation économique de chacun.
Chaque pueblo a un gouvernement autonome dirigé par les sociétés d’hommes. La culture a évolué lors de la grande migration de la fin du XIIIe siècle, devenant beaucoup moins hiérarchisée et plus communalisée, avec des khivas partagés par plusieurs familles et davantage d'espaces communs. Elle est également devenue moins violente. Les Espagnols, et plus tard les Américains, instaurent un gouverneur civil, en principe une personnalité qui avait leur confiance. Mais de fait, c'étaient les dirigeants des pueblos qui contrôlaient les nominations, ce qui explique pourquoi des rites traditionnels ont été conservés malgré la présence de missionnaires catholiques depuis le XVIIe siècle.
Les indiens Pueblos étaient agriculteurs et cultivaient surtout du maïs, des courges et des haricots. En 1844, l'explorateur, marchand et naturaliste Josiah Gregg affirme qu'ils sont les seuls, au Nouveau-Mexique, à cultiver la vigne. Depuis le VIe siècle, ils élevèrent également des dindons. Il n’y avait que peu d’échanges entre les différents pueblos. Dans les années 1950, l'anthropologue Fred Eggan a distingué différents modèles d'agriculture entre les Pueblos de l'ouest et ceux de l'est, les Zuni et les Hopi du désert pratiquant davantage une aridoculture tandis que les Pueblos de l'est pratiquent plutôt une culture fondée sur l'irrigation.
Les hommes filaient et tissaient des vêtements avec le coton qu’ils cultivaient. Les métiers à tisser étaient installés dans les kivas. Les armes étaient l’arc et les flèches, la lance, différentes massues, ainsi qu’une sorte d’épée en obsidienne, comme en utilisaient les Aztèques. Ils avaient également des boucliers en cuir de bison et plus tard aussi en cuir de vache.
Les paniers et autres ustensiles en vannerie étaient utilisés partout, ainsi que la poterie. Chaque pueblo utilise des décorations qui lui sont propres.

### Religion
À côté du christianisme, les Pueblos pratiquent toujours leurs cultes animistes traditionnels. Ce ne sont pas des divertissements pour touristes. Au contraire, les pueblos sont souvent interdits aux étrangers au moment des grandes cérémonies.
Les rites et cérémonies se déroulent sous la responsabilité des sociétés secrètes. Les objets sacrés sont conservés dans les kivas où se déroulent également certaines cérémonies, d’autres à l’extérieur. Dans ce cas, elles sont accessibles aux femmes qui n’ont pas le droit de pénétrer les kivas. Il existe des cérémonies de pluie, de récolte, de chasse, de guerre, etc. Chez les Hopis, elles régissent toute la vie quotidienne. Les esprits sont représentés par des Kachinas. Un danseur qui met le masque de son kachina devient cet esprit. À Santa les femmes avaient le droit d’être danseuses de kachina à la différence des autres pueblos où elles étaient au mieux acceptées comme membres des sociétés de kachinas.
À la mort d’une personne, elle était enterrée sans cérémonie et ses biens brûlés. En effet, les maladies et la mort étaient pour les Pueblos le fait de magie noire. Ceux qui avaient été en contact avec un mourant ou un cadavre devaient suivre une cérémonie de purification.

## Territoires

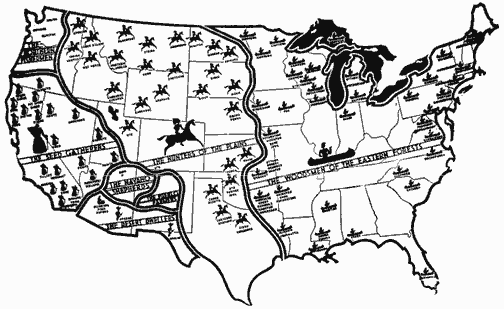
Le territoire des Pueblos se situe dans le sud-ouest des États-Unis.

Territoires des cultures anasazi, hokolam et mogollon.

Actuellement, il y a des pueblos dans le centre-nord, le nord-ouest et le centre du Nouveau-Mexique, la majorité dans la vallée fertile du Río Grande. En Arizona se trouvent les villages Hopis. Ces pueblos étaient déjà habités lors de l'arrivée des Espagnols au XVIe siècle. Ces derniers avaient connaissance d'environ 70 pueblos.
Les Anasazis avaient un territoire comprenant les territoires toujours habités, une grande partie du sud-ouest et de l'ouest de l'actuel Colorado, toute la partie nord de l'Arizona, ainsi qu'une partie de l'actuel État d'Utah. Certains pueblos ont été abandonnés à la suite de périodes de sécheresse. Les vestiges de pueblos les plus célèbres sont Chaco Canyon et Bandelier dans le Nouveau-Mexique, Mesa Verde (Colorado) et Canyon de Chelly (Arizona).

## Architecture
Les pueblos sont des habitations construites sur plusieurs étages. Le plus haut encore habité aujourd’hui est le Pueblo de Taos, avec cinq étages. Chaque étage est un peu en retrait par rapport à celui d’en dessous. Ils sont reliés entre eux par des échelles. Les pièces d'un même étage sont reliées entre elles par des portes intérieures. Sur les places se trouvent les kivas souterraines, des lieux de cérémonies religieuses réservés aux hommes, auxquels on accède par le toit.

### Période Basketmaker II (100–500)
On peut dater le début de la construction de pueblos dans la période Basketmaker II. À cette époque les Anasazis commencent à construire des maisons en puits (pit houses) avec des murs en bois calfeutrés de torchis. Ces constructions sont rondes, d’un diamètre de 2,50 m à 9 m. Elles n’ont qu’un seul étage. Les provisions sont stockées dans des paniers en vannerie, (basketmaker est le mot anglais pour vannier).

### Basketmaker III (500–750)
Pendant les siècles suivants (période Basketmaker III), l’agriculture se développe avec l’apparition du haricot et du coton. On trouve les premières poteries grises. Des fouilles dans Chaco Canyon, par exemple dans les vestiges du village de Shabik’eshchee, montrent des changements dans l’architecture. Si au début de cette ère les maisons sont toujours rondes et abaissées d’environ un mètre dans la terre, elles sont plus tard rectangulaires et collées les unes aux autres, formant des rues et des places. Pour la première fois, on distingue des bâtiments pour les cérémonies, toujours ronds : ce sont les premiers kivas, qui n’ont pas encore l’entrée dans le toit mais sur le côté.

### Pueblo I et II (750–1150)
Les techniques se développent. Les maisons sont collées les unes aux autres, formant de grands ensembles de 50 pièces et plus. Deux styles de villages existent : ceux groupés en demi-cercle autour d’une place centrale avec les kivas, comme Pueblo Bonito dans Chaco Canyon où vivaient 1 500 personnes, et d’autres constitués de plusieurs rues et places parallèles.

### Pueblo III (1100–1300)
La période du XIIe siècle au XIVe siècle voit la plus grande étendue géographique de la culture des Pueblos. Dans les canyons, où sont construits des Cliff Dwellings (habitats dans les falaises), soit on élève des murs devant des abris naturels (Chaco Canyon), soit on creuse le rocher comme à Puye dans le canyon de Santa Clara, non loin de l’actuel Pueblo de Santa Clara.

### Pueblo IV (1200–1600)

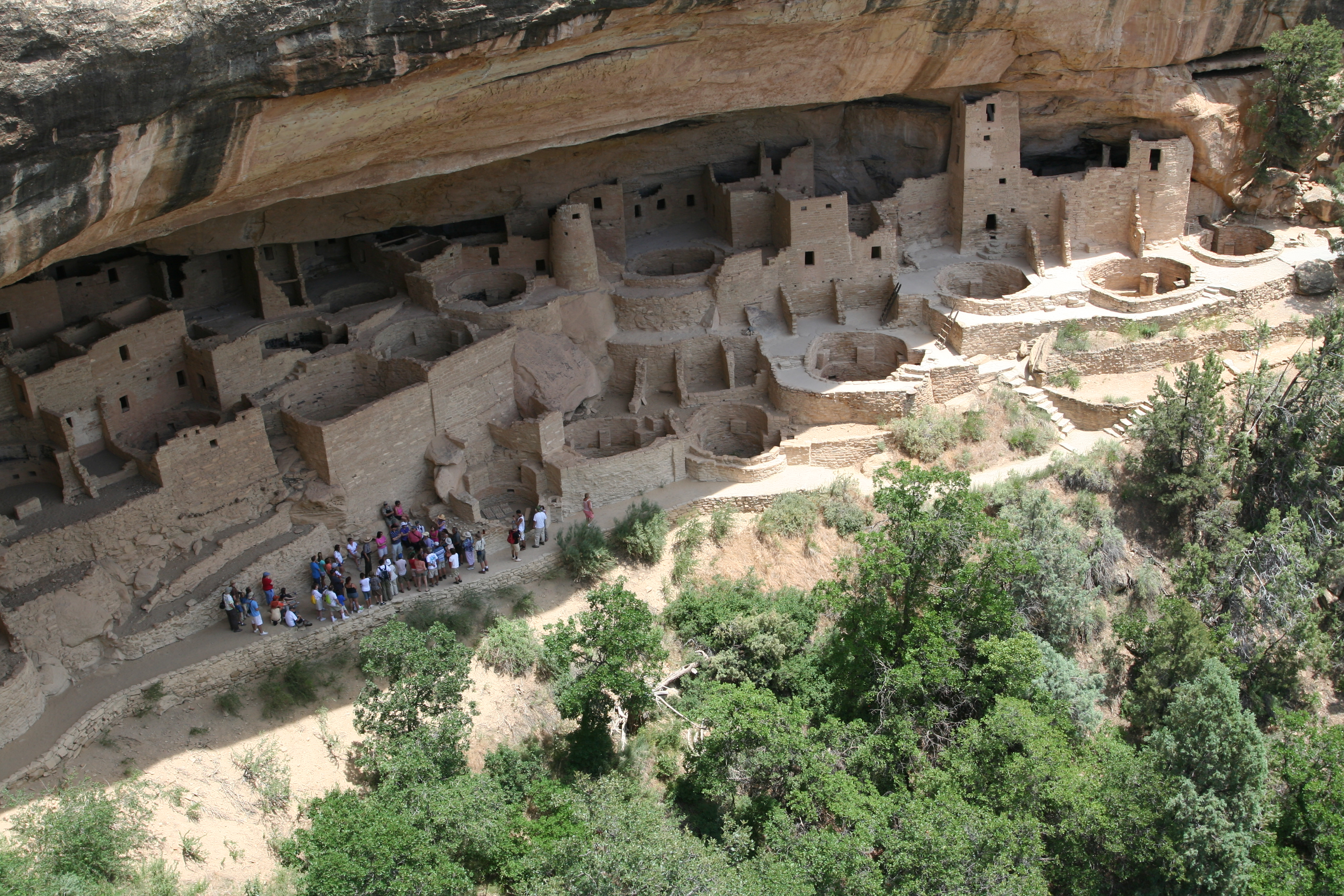
Le Cliff Palace dans le Parc national de Mesa Verde, important centre de population soudainement abandonné dans la seconde moitié du XIIIe siècle.

C’est une période de grands mouvements de populations, avec près de 30 000 personnes partant de la région dite des Four Corners, entre l'Arizona, le Colorado, le Nouveau-Mexique et l'Utah, et notamment des habitations troglodytes du Parc national de Mesa Verde, dans la deuxième moitié du XIIIe siècle.
On a souvent pensé que la grande sécheresse des années 1270, associée à une vague de froid, avait causé l'exil des habitants de Mesa Verde, dont une bonne partie vers la région du Rio Grande, à une centaine de km. Cependant, des archéologues affirment maintenant que d'importants mouvements de population avaient déjà eu lieu dans les décennies précédant cette sécheresse, et soutiennent que l'abandon de cette région serait vraisemblablement due à une conjonction de facteurs, dont, outre le changement climatique, des tensions politiques et culturelles menant à un niveau de violence très important.
La population de Chaco Canyon diminue et le lieu est finalement complètement abandonné, tandis que les pueblos en Arizona sur le territoire Hopi et le long de la vallée du Rio Grande s'agrandissent.

### Pueblo V (depuis 1600)
Peu de changements interviennent dans l’architecture à cette époque. À leur arrivée, les Espagnols ont recensé 71 pueblos, alors qu'actuellement, on ne compte que 20, dont 19 dans le Nouveau-Mexique et un en Arizona, regroupant les villages hopi situés sur trois mesas. La disparition d’un grand nombre de villages résulte d’une série de conflits avec les Apaches, les Navajos et les Espagnols ainsi que de difficultés économiques et l’introduction du principe occidental de la propriété du sol qui rendait progressivement impossible la fondation de nouveaux villages. Aux XVIIe et XVIIIe siècles, plusieurs sites furent abandonnés et d’autres, servant souvent de refuge, construits. Au XIXe siècle, ces migrations s’arrêtent. Avec elles disparut une pratique qui avait assurée la survie des Pueblo pendant des siècles.

## Langues

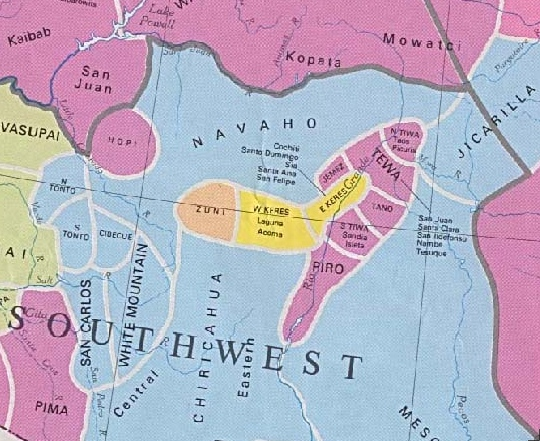
Les langues des Amérindiens du sud-ouest au XIXe siècle.

Actuellement, la très grande majorité des Indiens pueblos parle anglais, en plus de la langue première dans un degré variable d'un pueblo à l'autre. Les langues premières sont : le Hopi, le Keresan, le Tewa et le Zuñi.

### Nouveau-Mexique

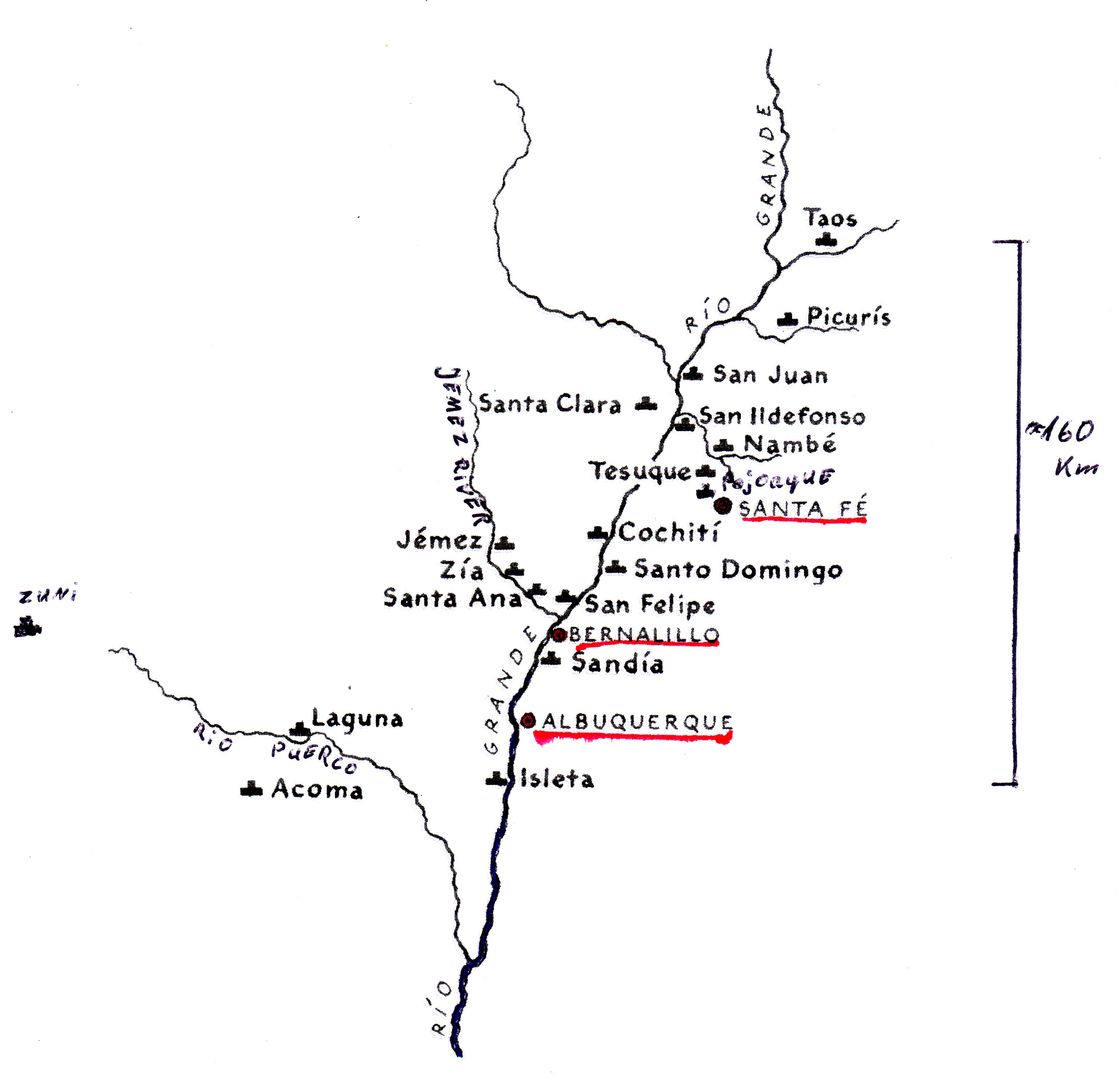
Pueblos habités du Nouveau-Mexique.

Ces pueblos sont toujours habités, bien que beaucoup de familles se soient installées dans des villages aux environs et ne reviennent qu'au moment des cérémonies. Chaque pueblo a son propre dialecte. Ils tirent une grande partie de leurs ressources du tourisme (entrée du pueblo, vente d'objets artisanaux comme la poterie). Quelques-uns ont ouvert des casinos et des terrains de golf.

### Famille de langues kiowa-tanoanes

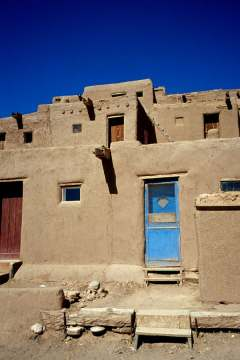
Pueblo Taos, Nouveau-Mexique.

Il s'agit des pueblos les plus au nord et à l'est du Río Grande.
- Tiwa du Nord
  - Pueblo de Taos (Tuah-Ta) : situé sur les bords du Río Pueblo, un affluent du Río Grande, c'est un très ancien lieu d'habitation. Il est depuis 1992 inscrit sur la liste du patrimoine mondial de l'UNESCO.
  - Pueblo Picuris. Depuis les années de révolte contre les Espagnols (1680 - 1696), la population y a diminué continuellement. Il ne compte actuellement que 300 habitants et est très américanisé.

- Tewa
  - Pueblo San Juan (en) : une partie de la population n'y vit que pendant les périodes des grandes cérémonies.
  - Pueblo Santa Clara : Kha-Po (vallée des roses sauvages).
  - Pueblo San Ildefonso : un petit pueblo surtout connu pour sa poterie noir-sur-noir.
  - Pueblo de Nambé : Nambé signifie « peuple de la terre ronde ». L'influence espagnole y est très forte.
  - Pueblo Tesuque (Tet-Sugeh) : un petit pueblo qui existe depuis le XIIIe siècle, situé au nord de Santa Fé.
  - Pueblo Pojoaque : Po-Suae-Geh « l'endroit où l'on cherche de l'eau », habité par la tribu des pojoaques, d'après des recherches archéologiques, depuis 1 500 ans. Il a plusieurs fois été abandonné par ses populations, la dernière fois entre 1900 et 1934.

- Tiwa du Sud

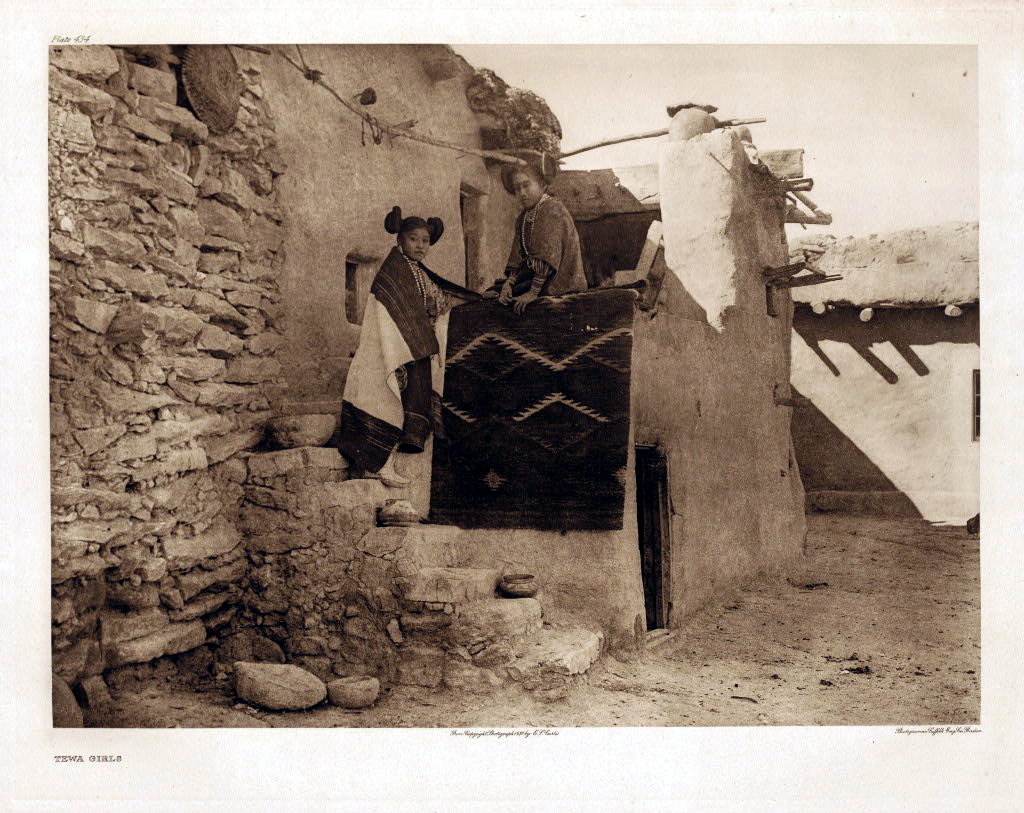
Jeunes filles Tewa en 1922.

  - Pueblo Sandia : sa fondation remonte à la même période que celle de Pojoaque. Actuellement le pueblo a environ 500 habitants qui ont depuis 1952 l'eau courante et l'électricité.
  - Pueblo Isleta : nom d'origine espagnole signifiant « petite île ». Le pueblo est habité depuis l'arrivée des Espagnols, au moins.

- Towa ou Jemez
  - Pueblo Jemez compte environ 1 500 habitants. Seul le village principal Walatowa est accessible aux touristes. En 1830 les survivants du pueblo Pecos l'ont rejoint.

### Pueblos de langue Keresan
Il s'agit d'une langue isolée.
- Keresan, ouest
  - Pueblo Laguna (Ka Weikah : peuple du lac) Un grand pueblo avec plus de 8 000 membres, en comptant les habitants des villages qui s'y rattachent.
  - Pueblo Acoma : Acoma signifie « peuple du rocher blanc ». Le pueblo est habité depuis le XIIe siècle, les moines franciscains y ont établi une mission en 1629.

- Keresan, est
  - Pueblo Cochiti, qui est le plus américanisé avec l'électricité, l'eau courante, etc.
  - Pueblo Santo Domingo (Khe-Wa) : le cinquième pueblo par sa taille. On y confectionne des bijoux et de la poterie traditionnelle.
  - Pueblo Zia (Tsia) : ce pueblo a une histoire d'au moins 600 ans. Son symbole du soleil (zia) est devenu celui de l'État du Nouveau-Mexique.
  - Pueblo Santa Ana Tamaya : ce lieu n'est habité qu'à l'occasion des cérémonies. Habituellement les gens habitent deux autres villages, l'un sur les rives du Rio Grande, l'autre sur la rivière Jemez.
  - Pueblo San Felipe.

### Pueblo de langue Zuñi
Le zuñi est une langue isolée qui n'est parlée qu'au sud de Gallup sur la réserve des Zuñi.
- Pueblo Zuñi (She-We-Na) : on y travaille la turquoise.

## Dans l'Arizona
Les pueblos de l'Arizona se trouvent tous repartis sur trois mesas sur la réserve Hopi.

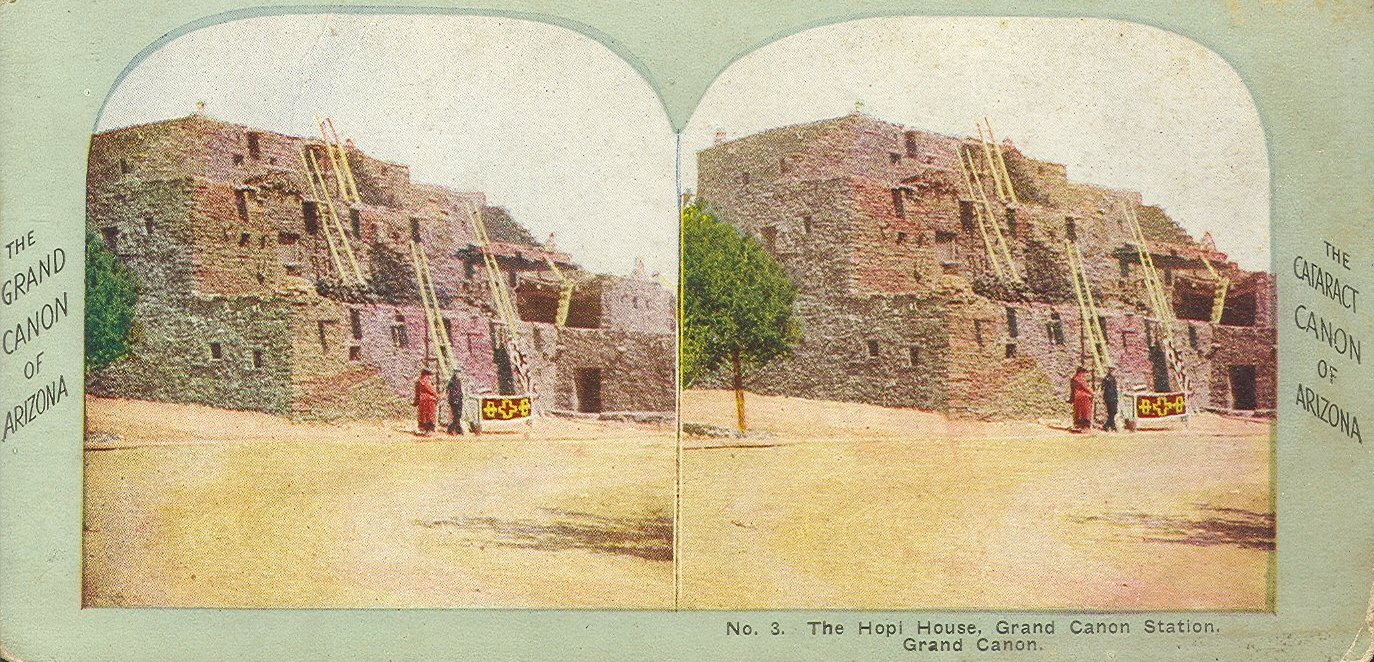
Pueblo des Hopis.

First Mesa (première Mesa), à l'ouest de Keams Canyon, il y a trois villages au sommet :
- Walpi : le plus ancien, fondé en 1690 quand les habitants ont quitté l'ancien village Koechaptevela, au pied de la mesa, par peur d'attaques espagnoles. Un village très traditionnel sans eau courante ni électricité ;
- Sichomovi : créé au milieu du XVIIIe siècle, près de Walpi, parce que ce dernier était surpeuplé ;
- Hano (Tewa) : un village de Tewa, qui s'étaient réfugiés chez les Hopis lors de la révolte des pueblos. Les habitants ont gardé leur langue et leurs traditions Tewa. Il se trouve juste à côté de Sichomovi.

Second Mesa (deuxième Mesa), 16 km à l'ouest de First Mesa, il y a trois villages sur le sommet. Avant la révolte des pueblos, ils se trouvaient au pied de la mesa :
- Shungopavi : le plus ancien pueblo Hopi créé par le clan des ours ;
- Sipaulovi : fondé dans les années 1690 ;
- Mishongnovi : créé vers 1600 au pied de la montagne, puis déménagé vers le sommet dans les années 1690, devait protéger Corn Rock, un lieu sacré.

Third Mesa (troisième Mesa) :
- Kykotsmovi (New Oraibi) : son nom signifie « la colline des maisons en ruine ». Créé par des habitants d'Old Oraibi ;
- Orayvi (Old Oraibi) : une très ancienne fondation datant de 1150.

À la fin du XIXe et au début du XXe siècle, trois villages ont été fondés à la suite de scissions : Hotevilla, Bacavi et Moenkopi.